# Mur (Novi Pazar)
Mur (em cirílico: Мур) é uma vila da Sérvia localizada no município de Novi Pazar, pertencente ao distrito de Ráscia, na região de Stari Vlah, Ráscia e Sanjaco. A sua população era de 3835 habitantes segundo o censo de 2011.

## Demografia
| 1948 | 1953 | 1961 | 1971 | 1981 | 1991 | 2002 | 2011 |
| ---- | ---- | ---- | ---- | ---- | ---- | ---- | ---- |
| 584  | 682  | 834  | 920  | 1021 | 2759 | 3407 | 3835 |